# Indian Point (Missouri)
Indian Point – wieś w Stanach Zjednoczonych, w stanie Missouri, w hrabstwie Stone.